# 野田豊加
野田 豊加（のだ ゆたか、1968年1月11日 - ）は、日本の実業家。株式会社Plan・Do・See創業者・代表取締役。

## 人物・来歴
東京都で経営学者の野田一夫立教大学教授の三男として生まれる。1991年大阪芸術大学芸術学部芸術計画学科卒業、ボーズ入社。ティダ・プランニング出向を経て、退社。知人や友人から3000万円の出資を集め、母も500万を出資し、社名は父が命名し、1993年プラン ドゥ シー設立。ウエディングや、レストランプロデュースを手掛けた。経営学者の楠木建一橋大学教授によると、メディアへの露出をしないので、一般にはあまり知られていないという。